# Deed poll
Ein Deed poll (Plural Deeds poll), oder genauer Deed of change of name, ist ein zum Nachweis einer Namensänderung in einigen Ländern gebräuchliches Dokument, das nicht von offizieller Stelle ausgegeben wird, sondern, sofern es den formellen Anforderungen eines Deed genügt, von dem Namensändernden selbst ausgeführt werden kann. Das englische Namensrecht, das auf dem Common Law fußt, unterliegt anders als im römisch-germanischen Rechtskreis, etwa in Deutschland, Frankreich, Spanien oder Italien, nicht besonderen öffentlich-rechtlichen Beschränkungen. In der Tat hat das englische Recht, neben dem Recht Schottlands (Scots law), die weithin liberalsten und großzügigsten Regelungen in Bezug auf Namensänderungen. Es gibt im englischen Recht keinen bürgerlichen Namen im engeren Sinne; legal name ist der Name, der im Rechtsverkehr von einer Person tatsächlich benutzt wird. Dieser Person steht es frei, nach eigenem Willen den Namen zu ändern, wobei sie mit der Ausnahme, keine betrügerische Absicht mit der Namensänderung zu verfolgen, keinen normativen oder inhaltlichen Beschränkungen unterliegt.

## Funktionsweise eines Deed Poll

### Deed Poll als einseitige Willenserklärung
Deed ist im englischen Common Law und in davon abgeleiteten Rechtsordnungen eine Privaturkunde, welche, sofern sie den formell-rechtlichen Anforderungen genügt, jede Willenserklärung rechtlich gültig macht. Allerdings gilt die Willenserklärung, welcher durch den Deed Ausdruck verliehen wird, gegenüber jedermann. Deeds spielen vor allem im englischen Landrecht eine bedeutsame Rolle, aber eben auch bei der Namensänderung. Ein Deed Poll führt streng genommen die Namensänderung nicht aus: Dies geschieht nach Common Law durch reine Benutzung eines neuen Namens. Von daher ist die in England gängige Redewendung change one’s name „by deed poll“ nicht akkurat. Die praktische Bedeutung der Formfreiheit der Namensänderung im Common Law kann natürlich in Zeiten von Terrorismus und Identitätsdiebstahl bezweifelt werden; dennoch gilt: Ein Deed Poll ist Nachweis einer Namensänderung; es ist eine rechtswirkende Urkunde, kein Zertifikat im herkömmlichen Sinne.
Daneben besteht auch die Möglichkeit, mehrere Namen zu führen. Ausländer sind häufig erstaunt, wenn nach „allen Namen, unter denen man bekannt ist oder war“ gefragt wird, etwa bei einer Kontoeröffnung. Werden mehrere Namen geführt – und dies beschränkt sich nicht nur auf Künstler-, Ehe- oder professionelle Namen –, so ist es möglich, diese in den Pass unter der Rubrik also known as ‚alias‘ eintragen zu lassen. Es ist zudem immer noch möglich, seinen (eigentlichen) Namen im Reisepass ohne Deed Poll zu ändern. Der geänderte Pass gilt dann als schriftlicher Nachweis (documentary evidence).
Sofern keine betrügerische Absicht besteht, steht es jedem Bürger frei, einen neuen Namen zu benutzen. Seit Mitte des 19. Jahrhunderts hat sich aber der Brauch entwickelt, dass eine Namensänderung zumindest dann eines formellen Nachweises bedarf, wenn offizielle Papiere geändert werden sollen. Ein Deed Poll ist lediglich ein solcher Nachweis einer Namensänderung. Die im Deed gegebene Willenserklärung, den alten Namen abgelegt und einen neuen angenommen zu haben, sowie die Verpflichtung, fortan diesen Namen statt des alten zu benutzen, ist hinreichender Nachweis einer Namensänderung. Deeds Poll sind aber keineswegs die einzigen Dokumente, die in England als Nachweis akzeptiert werden. Ebenfalls üblich sind eidesstattliche Erklärungen (statutory declarations); Heiratsurkunden (marriage certificates – einen gemeinsamen Ehenamen gibt es in England nicht; zudem ist es vielfach üblich, je nach Situation entweder Ehe- oder auch Geburtsnamen zu benutzen); Scheidungsurteil (decree nisi oder absolute) sowie Kopien zweier Annoncen in nationalen Zeitungen. Letztere Variante ist in den letzten Jahren immer seltener geworden, nicht zuletzt wegen der geringen Kosten und des geringen Aufwandes zur Ausführung eines Deed Poll.

### Formelle Anforderungen
Wie grundsätzlich alle Deeds bedürfen auch Deeds Poll der Unterschrift des Ausstellers, wobei die Unterschrift in Anwesenheit eines Zeugen unter die Schlussformel des Deed gesetzt werden muss. Der Zeuge selbst muss auch samt Adresse und Berufsangabe unterschreiben. Zeuge kann jeder sein, der volljährig ist, mit dem Namensändernden nicht verwandt ist und nicht im selben Haushalt wohnt. Die Besonderheit eines Deed Poll ist, dass der Namensändernde zwei Mal unterschreibt, zunächst mit dem bisherigen, dann mit dem neuen Namen. Diese Formvorschriften sind von besonderer Bedeutung, da sie dem Deed seine uneingeschränkte Gültigkeit verleihen. Eine Stelle ist i. d. R. nicht berechtigt, ein Deed Poll zurückzuweisen, wenn er ordnungsgemäß ausgeführt wurde. Während sich Deeds heute vor allem dadurch auszeichnen, dass sie mit der Eingangsformel By this Deed... ‚Durch diesen Deed...‘ beginnen, so war in früheren Zeiten ein Siegelstempel auf dem Deed Poll aufzubringen. Dies ist nach geltender Rechtsprechung nicht mehr erforderlich; allerdings beinhalten im Internet oder von Rechtsanwälten (solicitors) ausgestellte Deeds Poll ein aufgedrucktes rotes Siegel, dem aber heute keine rechtliche Bedeutung mehr zukommt. Es bestehen keine Beschränkungen in Bezug auf die Anzahl von Deeds Poll, mit Hilfe derer eine Person ihren Namen im Laufe ihres Lebens ändern kann.

### Internetanbieter
Prinzipiell kann ein Deed Poll wie gesagt vom Namensändernden selbst ausgestellt werden, sofern er den Wortlaut (der sinngemäß bei allen Deeds konventionsgemäß übereinstimmt) und die entsprechenden Formalia beachtet. Es besteht aber immer noch die weit verbreitete Meinung, ein Deed Poll sei ein von offizieller Stelle ausgegebenes Dokument. Ein Deed Poll ist tatsächlich ein rechtliches Dokument, aber es wird weder von einer offiziellen Stelle ausgegeben noch muss eine Namensänderung zwangsläufig an eine offizielle Stelle gemeldet werden (zumindest im Vereinigten Königreich, aber auch in anderen Staaten des Common Law bestehen weder Ausweis- noch Meldewesen). Ein Deed Poll bedarf nicht der Ausführung durch einen Anwalt; auch wenn Internetdienste, die Deeds Poll für Preise zwischen £5 und £50 online anbieten, sehr weit verbreitet sind und oft genutzt werden, ist dies nicht zwangsläufig notwendig. Diese Online-Angebote sind allesamt von privater Stelle organisiert und haben, auch wenn die Firmennamen teilweise irreführend sind, mit Behörden nichts zu tun.

### Anerkennung durch offizielle Stellen
Die Passport and Identity Agency, DVLA (die nationale Führerscheinstelle in Swansea), die Border Agency, His Majesty’s Revenue and Customs sowie sonstige Behörden, Banken, Sparkassen, Arbeitgeber, Schulen etc. erkennen Deeds Poll als hinreichenden Nachweis einer Namensänderung an. Das Passport Office erklärt, im Rahmen seines Ermessens dann einen Pass in einem neuen Namen nicht auszustellen, wenn er eindeutig als irreführend, anstößig oder rassistisch eingeschätzt wird. Dies bedeutet nicht, dass die Namensänderung nicht gültig ist, sondern lediglich, dass für diesen Namen kein Pass ausgestellt wird. Die praktische Bedeutung dieser Regel ist sehr begrenzt, da Änderungen wie Captain Fantastic Faster Than Superman Spiderman Batman Wolverine The Hulk And The Flash Combined (ehemals George Garrett), Her Majesty The Queen, Willy Wonka und Bruce Willis bislang problemlos akzeptiert wurden. Die Ehefrau des Parlamentariers Neil Hamilton, Christine Hamilton, änderte ihren Namen für kurze Zeit für einen PR-Stunt in Mrs British Battleaxe. Als Protest gegen einen Reiseveranstalter änderte Austin Kettle ihren Namen in Mrs Lorraine Darla I Hate Thomas Cook And It's Associates Big Shot Company Treading on the Little Guy Leeks.
Während schweizerische Behörden Deeds Poll nicht anerkennen und somit der Reisepass eines schweizerischen Staatsangehörigen nicht geändert werden kann (anders als das Common Law folgt das Zivilrecht i. d. R. nicht dem so genannten Domizilsprinzip; Britische Staatsbürger können selbstverständlich ihren Reisepass ändern lassen), steht es Letzterem beispielsweise offen, einen Führerschein im neuen Namen zu erhalten. Dazu müssen der Reisepass, das Deed Poll-Dokument sowie der alte Führerschein vorgelegt werden (Postweg genügt grundsätzlich). Im Vereinigten Königreich ausgestellte Führerscheine besitzen innerhalb der Europäischen Union, etwa in Deutschland, zudem volle Gültigkeit, auch wenn sie auf den englischen Namen ausgestellt sind. Allerdings können sie dann außerhalb Großbritanniens (und wohl auch Irland wegen der grenzfreien Reisezone) nicht als Identitätsnachweis benutzt werden. Die Führerscheinstelle Köln rät davon ab, einen Führerschein auf anderen Namen zu benutzen; dies hat aber praktische, nicht rechtliche Gründe. Die meisten britischen Behörden haben spezielle Formblätter zur Abänderung persönlicher Daten. Als Nachweis einer Namensänderung werden Deeds Poll, eidesstattliche Erklärungen, Heirats- und Scheidungsurkunden immer anerkannt. Kopien werden i.d.R nicht akzeptiert, allenfalls „beglaubigte“ (wobei es im Vereinigten Königreich keine amtliche Beglaubigung gibt). Es bedarf keines enrolment zur offiziellen Anerkennung eines Deed Poll.

### Enrolment in the Royal Courts of Justice
Ein Deed Poll bleibt immer im Besitz des Ausstellers; auch muss er nirgends registriert werden, nicht einmal beim Passport and Identity Service (auch wenn ein Bürger nicht über einen Pass verfügt, werden Geburten und Todesfälle dort registriert). In England und Wales ausgestellte Deeds Poll können (müssen aber keineswegs) gerichtlich registriert (enrolled) werden, und zwar bei den Royal Courts of Justice in London, bzw. genauer im Central Office of the High Court of Justice. Dies ist ein vollkommen freiwilliger Prozess und geschieht äußerst selten; es ist eher als Statussymbol denn als rechtliches Erfordernis zu sehen. Wer sein Deed Poll beim Königlichen Gerichtshof registrieren lässt, wird in der Regel einen besonderen Grund haben, z. B. weil er eine Persönlichkeit des öffentlichen Lebens ist oder die Namensänderung „besonders“ offiziell machen will. Dies war z. B. der Fall, als Elton John seinen Deed Poll registrieren ließ. Obwohl von geringer Bedeutung, seien im Folgenden die wesentlichen Voraussetzungen eines enrolment erläutert.
Enrolment eines Deed Poll beschränkt sich auf Inhaber britischer (ob nun British Citizenship oder eine andere Form britischer Nationalität) oder anderer Commonwealth- oder irischer Nationalität (alle anderen Staatsangehörigen gelten als Ausländer (aliens) im britischen Recht) und ist mit einer Gebühr von etwa £80 verbunden. Zudem gelten in Bezug auf das enrolment spezielle vom Gericht – die aktuelle Version der gültigen Regelung wurde von Lord Thomas Bingham, damals noch Master of the Rolls, verfasst – auferlegte Vorschriften. Verheiratete Personen benötigen die Erlaubnis des Gatten bzw. der Gattin, bevor ein enrolment genehmigt wird. Wie auch die Passport and Identity Agency hat das Gericht eine gewisse Diskretion, ein Deed Poll zurückzuweisen, wenn der Name als eindeutig lächerlich, obszön, nicht aussprechbar (z. B. weil er Zahlen enthält) oder illegal, z. B. rassistisch, einzustufen ist. Dies hat aber keinerlei Einfluss auf die Gültigkeit der Namensänderung an sich: Hier geht es lediglich um die Frage, welche zusätzlichen Bedingungen zur Genehmigung des enrolment erfüllt sein müssen. Wird ein Deed Poll nicht enrolled, so ist er nirgends registriert; allerdings kann, sofern gewünscht, stattdessen aber auch eine Nachrichtenanzeige in einer nationalen oder lokalen Zeitung aufgegeben werden. Ein enrolment ist verbunden mit einer Veröffentlichung des registrierten Deed in der London Gazette; dies ist in der Gebühr bereits enthalten.
Eine weitere Besonderheit des enrolment ist die Entscheidung des Richters Justice Harry Vaisey in Re Parrott: Cox v Parrott: Vaisey war der Ansicht, ein im Rahmen einer Tauffeier verliehener Vorname (Christian name) könne nicht per Deed Poll geändert werden (bzw. das Dokument wäre nicht ausreichender Nachweis einer Namensänderung), da ein solcher Name ja von Gott gegeben worden sei. Insofern, so Vaisey, bedürfe es eines Parlamentsgesetzes, denn das Britische Parlament genießt volle Souveränität. Auch wenn derartige Christian names an und für sich heute selten sein mögen, so ist Vaiseys Richterspruch weitgehend ignoriert worden. Obwohl im Common Law bindend – und Vaisey sprach hier nicht im obiter dictum –, werden Deeds Poll, die einen Taufnamen ändern, registriert, allerdings unter dem caveat, dass der Satz »Notwithstanding the decision of Mr Justice Vaisey in re Parrott, Cox v Parrott, the applicant wishes the enrolment to proceed« in den Antrag eingefügt wird. Diese Regelung entzieht sich jeder Logik, und es ist zweifelhaft, ob dies gutes Recht ist. Sollte ein derartiger Fall erneut vor Gericht kommen (was unwahrscheinlich ist, da Re Parrott wie erwähnt nicht als bindend angesehen wird), so stehen die Chancen sehr gut, dass Vaiseys Richtspruch revidiert wird. Vaiseys Richtspruch hatte niemals praktische Anwendung auf nicht-registrierte Deeds Poll.
Wie gesagt ist enrolment höchst selten; es kommt kaum vor und ist von geringer Relevanz in diesem Kontext. Ein nicht registrierter Deed Poll – also auch der eines nicht-Commonwealth oder irischen Bürgers – ist voll gültiger Nachweis einer Namensänderung im Common Law.

### Ehenamen
Anders als generell im Zivilrecht ist das Namensrecht im Common Law auch in Bezug auf den Ehenamen vollkommen unreguliert. Einen gemeinsamen Ehenamen gibt es nicht; im Rahmen einer Hochzeitszeremonie wird auch kein Ehename entschieden. Die Ehe wird in den Namen geschlossen, die die Heiratenden zum Zeitpunkt der Eheschließung de facto trugen. Wie Deeds Poll sind Heiratsurkunden (und a fortiori Scheidungsurkunden) dokumentarischer Nachweis einer Namensänderung nach Common Law. Eine verheiratete Person kann also selber entscheiden, in welchen Situationen sie welchen Namen benutzt; die Urkunde reicht als Nachweis aus. Die Frau des ehemaligen britischen Premierministers Tony Blair (der selbst als Anthony geboren wurde) benutzt sowohl den Namen Cherie Blair als auch ihren Geburtsnamen Cherie Booth, vor allem in ihrem Beruf als Barrister.
Hochzeiten zwischen britischen und nicht-britischen, vor allem aus auf Zivilrecht beruhenden Rechtsordnungen kommenden Personen können mitunter zu Schwierigkeiten in Bezug auf den Ehenamen führen. Während sich diese Schwierigkeiten nicht im Vereinigten Königreich auswirken, wo Namensfreiheit gilt, so verlangen ausländische Botschaften oftmals, abweichend vom englischen Recht, die Festlegung eines gemeinsamen Ehenamens. Das Problem hierbei ist, dass der ausländische Partner sich bindet, aber der britische Partner jederzeit seinen Namen ändern kann. Zwar können beide Partner, solange sie im Vereinigten Königreich verweilen, jederzeit ihre Namen beliebig ändern; im Ausland allerdings ist dies nicht der Fall. Ist der gemeinsame Ehename einmal festgelegt, kann er nicht außerhalb des anzuwendenden öffentlichen Rechts des betreffenden Landes geändert werden.

### Namensänderungen perDeed Pollbekannter Persönlichkeiten
Nicht wenige Schauspieler, Politiker und Künstler haben ihre Namensänderung durch einen Deed Poll durchgeführt bzw. nachgewiesen. Darunter befinden sich Sir Elton John, ehemals Reginald Kenneth Dwight; David Bowie, ehemals David Robert Jones; Gordon „F“ Ramsay, sowie The-Queen-Darstellerin Dame Helen Mirren, die als Ilyena Vasilievna Mironova geboren wurde. Little-Britain-Star David Walliams, der als David Williams auf die Welt kam, ist ein Beispiel für die volle Gültigkeit einer Namensänderung nach Common Law ohne documentary evidence.

### Englisches Original
BY THIS DEED of change of name, made by myself on this 1st day of January in the year 2011, I, the undersigned, John Doe, of Name Change Road, London, SW1 1AA, a Foreign National now permanently residing in the United Kingdom;
NOW OR LATELY CALLED Maximilian MUSTERMANN
WITNESSES AND IT IS HEREBY DECLARED on behalf of myself: -
1. I ABSOLUTELTY and entirely renounce relinquish and abandon the use of my said former name of Maximilian MUSTERMANN and assume adopt and determine to take and use from the date hereof the name of John DOE in substitution for my former name of Maximilian MUSTERMANN.
2. I SHALL at all times hereafter in all records documents and other writings and in all actions and proceedings as well as in all dealings and transactions and on all occasions whatsoever use and subscribe the said name of John DOE as my name in substitution for my former name of Maximilian MUSTERMANN so relinquished as aforesaid to the intent that I may hereafter be called known or distinguished not by the former name of Maximilian MUSTERMANN but by the name of John DOE only.
3. I AUTHORISE and require all persons at all times to designate and address me by the adopted name of John DOE.
4. IN WITNESS whereof I have hereunto set my hand the day and year first hereinbefore written.
Signed by the above named:
John DOE
Formerly known as:
Maximilian MUSTERMANN
In the presence of this witness:
(name, address, occupation)

### Übersetzung
DURCH DIESE Namensänderungsurkunde, am ersten Tag des Januars im Jahre 2011, ausgefertigt von meiner selbst, dem unterzeichneten John DOE, wohnhaft in der Name Change Road, London SW1 1AA, ein ausländischer, nunmehr dauerhaft in Vereinigten Königreich lebender Staatsangehöriger;
DERZEIT ODER BIS VOR KURZEM BEKANNT ALS Maximilian MUSTERMANN
BEZEUGT UND ES SEI HIERBEI ERKLÄRT meinerseits:
1. ICH gebe VOLLSTÄNDIG meinen genannten alten Namen Maximilian MUSTERMANN auf, und nehme an und gedenke von diesem Tag an zu benutzen den Namen John DOE anstelle meines ehemaligen Namens Maximilian MUSTERMANN.
2. ICH WERDE hiernach immer den Namen John DOE benutzen und mit ihm unterschreiben anstelle meines alten Namens Maximilian MUSTERMANN, so aufgegeben wie oben beschrieben, und zwar in allen Registern, Dokumenten und anderer öffentlicher Korrespondenz sowie in allen Geschäften und Transaktionen und in allen Situationen, so dass ich hiernach nur John DOE als Namen benutze, und nicht den alten Namen Maximilian MUSTERMANN.
3. ICH AUTORISIERE und verlange von allen Personen mich jederzeit mit dem angenommenen Namen John DOE zu benennen und zu adressieren.
4. ZU URKUND dessen habe ich hierunter meine Unterschrift gesetzt am Datum wie eingangs erwähnt.
Unterschrieben von dem oben genannten:
John DOE
Ehemals bekannt als:
Maximilian MUSTERMANN
Als ersuchte Zeugen:
(Name, Adresse, Berufsbezeichnung)

## Deeds Poll in anderen Ländern

### Vereinigtes Königreich
Das Vereinigte Königreich teilt sich auf in drei Jurisdiktionen, die jeweils ihr eigenes Rechtssystem haben. Deeds Poll sind eine Kreatur des englischen Common Law, das auch in Wales gilt. Das Recht Nordirlands ist mit dem englisch-walisischen Recht im Wesentlichen identisch. Das Recht Schottlands dagegen weist bedeutsame Unterschiede auf und wird oftmals als Mischrechtsordnung bezeichnet, die im 16. Jahrhundert zwar, anders als das englische Recht, die Rezeption des römisch-germanisch gemeinen Rechts erfahren hat, aber in dem vergangenen Jahrhunderten, vor allem seit Gründung des Vereinigten Königreiches 1707, stark vom englischen Common Law beeinflusst worden ist. Deeds Poll werden zwar von schottischen Stellen anerkannt, sind aber kein Instrument des Rechtes Schottlands. Am häufigsten werden eidesstattliche Erklärungen als Nachweis einer Namensänderung benutzt. Da aber in Schottland, anders als in England sogar Änderungen der Geburtsurkunde (höchstens jedoch dreimal) möglich sind, ist es auch möglich, einen Antrag auf Änderung dieses Dokuments zu stellen.
Mehrere Länder benutzten ebenfalls das Common Law anstelle des europäischen und auf römischem Recht fußenden Zivilrechts, z. B. Australien, Indien, Irland, Kanada, Neuseeland, Nigeria, Pakistan und die Vereinigten Staaten, allerdings hat sich das Recht in diesen Jurisdiktionen nach der Unabhängigkeit in unterschiedliche Richtungen weiter entwickelt.

### Andere Staaten des Common Law
Aufgrund der Ausbreitung des Britischen Weltreiches haben sich sowohl das Common Law als auch der Deed als rechtliches Dokument im englischsprachigen Raum verbreitet. Deeds Poll existieren im US-amerikanischen Recht nicht, wohl allerdings in ehemaligen Kolonien, die erst später ihre Unabhängigkeit vom Vereinigten Königreich erhielten. Deeds Poll werden in Australien als Nachweis einer Namensänderung anerkannt, ebenso in Singapur und Hongkong. Auch in Irland sind Deeds Poll (Irisch: Athrú Ainm de réir Gníomhais Aonpháirtí) zur Namensänderung gebräuchlich, allerdings bestehen hier zwei wichtige Unterschiede: irische Deeds Poll müssen bei Gericht beantragt und registriert werden; zudem benötigen Angehörige ausländischer Nationalität unter Umständen die behördliche Zustimmung zu einer Namensänderung, bevor ein Deed Poll bei Gericht beantragt werden kann. In Australien können Volljährige nicht mehr als zwei Deeds Poll pro Jahr ausführen. Neuseeland hat Deeds Poll im Jahre 1995 abgeschafft; dort werden eidesstattliche Erklärungen als Nachweis einer Namensänderung anerkannt.

## Anerkennung englischer Deeds Poll im Ausland
Als Sonderregelung im Zuge des Ersten Weltkrieges durften aliens, also alle Angehörigen nicht-britischer, irischer oder Commonwealth-Nationalität, ihren Namen von 1919 bis 1971 nicht ohne behördliche Zustimmung ändern. Diese behördliche Zustimmung war entweder in der Form einer Erlaubnis des Innenstaatssekretärs (Secretary of State for the Home Department) oder einer königlichen Lizenz zu erbringen. Dies galt allerdings nicht, wenn ein ausländischer Partner den Namen des Ehegatten bzw. der Ehegattin annahm. Diese Zeiten sind längst vorbei. Einige Staaten, zumeist Mitglieder des Commonwealth of Nations, die der Common-Law-Welt angehören, erkennen in England ausgeführte Deeds Poll problemlos an, andere haben spezielle Auflagen, die zur Anerkennung erfüllt werden müssen. Pakistans High Commission in London verlangt von ihren Bürgern, dass ein Deed Poll von einem Rechtsanwalt bezeugt worden sein muss, damit der Reisepass geändert werden kann. Die Botschaft Estlands, das das Zivilrecht benutzt, geht weiter und verlangt ein legalisiertes Deed Poll-Dokument. Die meisten Staaten mit Zivilrecht erkennen Deeds Poll zur Änderung des Namens eines ihrer Staatsbürger nicht an; dies gilt unter anderem für Deutschland (insbesondere für Adelsbezeichnungen), Österreich, die Schweiz, Frankreich, Italien, Spanien, Schweden und andere; die jeweiligen Botschaften werden ihre Bürger diesbezüglich beraten können. Auch wenn der Reisepass nicht geändert werden kann, d. h., wenn der bürgerliche Name im Heimatland bestehen bleibt, ist ein in England ausgeführter Deed Poll im englischen Rechtsraum voll gültig; Vorlage von Pass und Deed Poll genügen, um beispielsweise einen britischen Führerschein im neuen Namen zu erhalten oder ein Konto zu eröffnen. Erforderlich ist allerdings, dass der Namensändernde im Vereinigten Königreich lebt, d. h., dass er dort resident ist. Es ist nicht möglich, als Tourist in England seinen Namen zu ändern; dies genügt den Anforderungen der residency nicht.